# Emery-Worldwide-Flug 17
Am 16. Februar 2000 stürzte auf dem Emery-Worldwide-Flug 17 (Flugnummer: EB17) eine Douglas DC-8-71F kurz nach dem Start vom Sacramento Mather Airport auf einen Autoschrottplatz. Bei dem Unfall kamen alle drei Besatzungsmitglieder ums Leben. Als Unfallursache wurde eine unsachgemäße Wartungsarbeit seitens des Betreibers Emery Worldwide festgestellt, aufgrund welcher sich beim Start die Betätigungsstange des rechten Flettner-Ruders gelöst und einen Kontrollverlust verursacht hatte.
Der Unfall trug maßgeblich zum Niedergang der bis dahin bedeutenden Frachtfluggesellschaft Emery Worldwide bei.

## Flugzeug und Besatzung

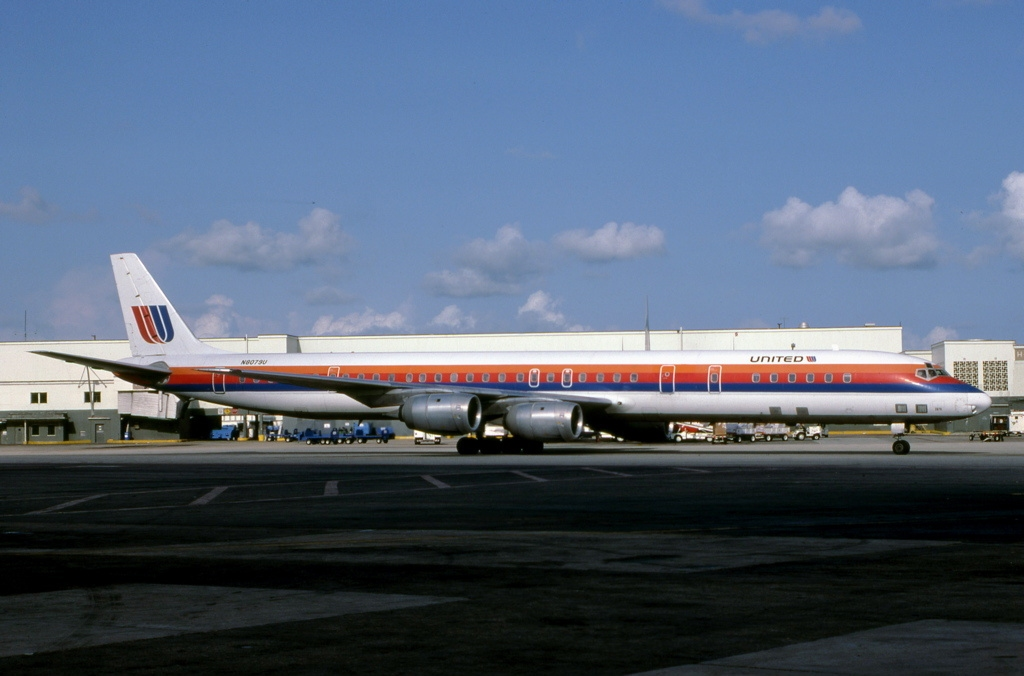
Die betroffene Maschine, als sie im Jahr 1987 noch bei der United Air Lines in Betrieb war

Bei dem eingesetzten Flugzeug handelte es sich um eine McDonnell Douglas DC-8-71F, die am 21. März 1968 erstmals als Passagiermaschine vom Typ Douglas DC-8-61 an United Airlines ausgeliefert wurde. Um Juli 1983 wurde die Maschine zu einer Douglas DC-8-71 umgebaut und im September 1990 an die Leasinggesellschaft Aero USA verkauft, die sie ab dem Folgemonat an Líneas Aéreas Paraguayas verleaste. Im März 1994 wurde der Leasingrückläufer zur Frachtmaschine umgebaut und ab dem 31. März 1994 an Emery Worldwide verleast. Im April 1998 kaufte die Fluggesellschaft die Maschine. Die Maschine trug die Modellseriennummer 45947, es handelte sich um die 341. fortlaufend produzierte Douglas DC-8. Die Maschine war zum Zeitpunkt des Absturzes mit vier Triebwerken vom Typ CFMI CFM56-2C1 ausgestattet. Zum Zeitpunkt des Unfalls hatte die Maschine 84.447 Flugstunden bei 33.395 Starts und Landungen absolviert.

## Besatzung
Es war eine dreiköpfige Besatzung, bestehend aus Kapitän, Erstem Offizier und Flugingenieur an Bord. Der 43-jährige Kapitän, Kevin Stables, hatte 13.329 Stunden Flugerfahrung, darunter 2.128 auf der Douglas DC-8, bei dem 35-jährigen Ersten Offizier, George Land, waren es 4.511, respektive 2.080 Stunden, der 38-jährige Flugingenieur, Russell Hicks, hatte 675 Stunden Erfahrung auf diesem Flugzeugtyp bei insgesamt 9.775 Stunden.

## Flugverlauf
Bei dem Flug handelte es sich um einen Linien-Frachtflug vom Reno-Tahoe International Airport zum Dayton International Airport mit einem Zwischenstopp auf dem Sacramento Mather Airport in Rancho Cordova, Kalifornien. Der Flug wurde durch Emery Worldwide durchgeführt, eine zu diesem Zeitpunkt bedeutende US-amerikanische Frachtfluggesellschaft.
Der erste Teil des Fluges und die Zwischenlandung auf dem Flughafen Sacramento-Mather verliefen ohne besondere Vorkommnisse. Vor dem Abflug aus Sacramento arbeitete die Besatzung zunächst die Checklisten für das Rollen ab und anschließend um 19:47 Uhr Ortszeit die Checklisten für den Start. Anschließend verständigte man sich mit der Flugsicherung auf einen Start von Bahn 22L.

## Unfallhergang
Nachdem die Maschine beim Startlauf die Entscheidungsgeschwindigkeit erreicht hatte, sagte der Kapitän das Rotieren an. Der Anstellwinkel erhöhte sich beim Abheben von 0,2 auf 5,3 Grad. Gemäß den Aufzeichnungen des Flugdatenschreibers drückte die Besatzung weiterhin das Steuerhorn nach vorne und damit die Flugzeugnase nach unten – dennoch hob diese sich. Den Aufzeichnungen zufolge wirkte die Besatzung diesem Verhalten entgegen, indem sie mehr Kraft aufwandte.
Mit dem Erreichen der Abhebegeschwindigkeit rotierte das Flugzeug. Unmittelbar nach dem Abheben neigte sich die Maschine nach links, woraufhin der Erste Offizier umgehend per Funk ankündigte, dass man zum Flughafen zurückkehren wolle. Der Schub der Triebwerke nahm ab und die Überziehwarnanlage aktivierte sich. Im Glauben, dass die Ladung sich verschoben habe, erklärte der Kapitän Luftnotlage. Die Maschine begann zu schwanken, wobei die Linksneigung zunahm. Schließlich fing die Maschine an zu sinken.
Während die Maschine weiter in einem Winkel von 11 Grad sank und die Triebwerksleistung zunahm, erklärte der Kapitän nochmals Luftnotlage. Die Besatzung erhöhte den Schub, wobei die Maschine zu steigen begann, die Linksneigung jedoch gleichzeitig zunahm. Der Kapitän kontaktierte daraufhin die Flugsicherung und teilte mit, dass man ein „extremes Problem“ habe.
Die Maschine setzte ihren Flug in nordwestlicher Richtung fort. Die Piloten versuchten, die Maschine zu stabilisieren, während diese nach links und rechts schaukelte. Das Bodenannäherungswarnsystem ertönte. Um 19:51 Uhr streifte der linke Flügel den Stahlbetonträger der Überdachung eines zweistöckigen Lagerhallengebäudes, das am südöstlichen Ende eines Autoverwertungsgeländes stand. Die Flügelspitze riss ab, und die Maschine stürzte auf den Schrottplatz, wobei sie hunderte von Fahrzeugen unter sich begrub und in Flammen aufging. Alle drei Besatzungsmitglieder kamen ums Leben.

## Ursache
Der Abschlussbericht zu dem Unfall wurde im Jahr 2003 durch die US-Flugsicherheitsbehörde NTSB veröffentlicht. In der Untersuchung kamen die Ermittler zu dem Schluss, dass beim Abheben das rechte Flettner-Ruder schon ausgefallen war. Die Besatzung habe vergeblich versucht, zum Flughafen zurückzukehren. Der Ausfall des rechten Flettner-Ruders sei dadurch verursacht worden, dass sich die Verbindung zu seiner Steuerstange gelöst hatte, sich anschließend verkeilte und damit das Flettner-Ruder in der untersten Stellung blockierte. Deshalb wurde das Höhenruder durch die Luftkräfte in eine extreme Stellung nach oben gedrückt und die Flugzeugnase ebenfalls so weit nach oben gesteuert, dass letztlich ein Kontrollverlust mit Strömungsabriss eintrat. Der Vorfall war durch einen Wartungsfehler seitens Emery Worldwide verursacht worden. Im Rahmen der Unfalluntersuchungen stellten die Ermittler mehr als 100 Verstöße gegen Wartungsvorschriften durch Emery Worldwide fest. Nachdem es am 26. April 2001 erneut zu einem Zwischenfall bei der Fluggesellschaft kam, der ebenfalls auf mangelhafte Wartung zurückgeführt werden konnte, wurde Emery Worldwide seitens der US-Bundesluftfahrtbehörde die Betriebsgenehmigung entzogen, woraufhin die Fluggesellschaft zum 13. August 2001 den Betrieb dauerhaft einstellte.

## Darstellung in Medien
- Notlandung in Kalifornien (Originaltitel: Nuts and Bolts). Mayday – Alarm im Cockpit [Staffel 18; Folge 1].